# Wang Guangying

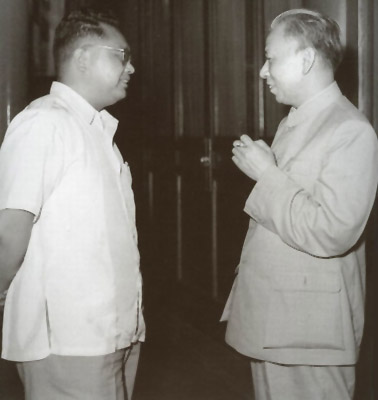
Liu Shaoqi e Wang Guangying, Junho 1956

Wang Guangying (chinês: 王光英, Wade–Giles: Wang Kuang-ying; 14 de agosto de 1919 - 29 de outubro de 2018) foi um empreendedor e político chinês da etnia Han, um dos “capitalistas vermelhos” mais proeminentes, um título dado a ele pelo Premier Zhou Enlai. Ele fundou a Modern Chemical Works na década de 1940 e serviu como presidente fundador da China Everbright Group na década de 1980. Ele era o irmão de Wang Guangmei, a esposa do presidente Liu Shaoqi, e foi perseguido e preso durante a Revolução Cultural, quando Liu foi deposto por Mao Tsé-Tung. Ele foi reabilitado após a morte de Mao e serviu como vice-presidente da Conferência Consultiva Política do Povo Chinês (CCPPC) e vice-presidente do Congresso Nacional Popular (NPC).

## Início da vida e carreira
Wang nasceu em agosto de 1919 em uma família de funcionários em Pequim, República da China. Seu pai Wang Huaiqing (王槐青) foi educado no Japão e serviu no governo de Beiyang. Sua mãe Dong Jieru (董洁如) foi de uma família rica, mas progressista. Três de seus familiares foram executados em 1928 juntamente com Li Dazhao, co-fundador do Partido Comunista da China. Wang Guangying foi o sexto de 11 crianças (incluindo três meio-irmãos), dois anos mais velho que Wang Guangmei.
Ele estudou no Departamento de Química da Universidade Católica Fu Jen em Pequim e se formou em 1943. Logo depois ele e um amigo fundaram a Modern Chemical Works em Tianjin. Foi durante a Segunda Guerra Mundial, quando grande parte da China, incluindo Tianjin, estava sob ocupação japonesa. Máquinas e materiais eram difíceis de encontrar e Wang precisava improvisar e inovar para manter a fábrica funcionando. Ele também começou a Tianjin Knitwear Factory.

## Início da República Popular da China
Depois que o Partido Comunista venceu a Guerra Civil Chinesa e estabeleceu a República Popular da China em 1949, o novo governo começou a nacionalizar a economia. Wang cooperou no processo e permaneceu como gerente de suas fábricas, que agora eram de propriedade do estado. Em 1957, Wang foi convidado para um banquete do premier Zhou Enlai realizado para convidados soviéticos, no qual Zhou apresentou Wang aos russos como um "capitalista vermelho", provavelmente a primeira vez que o termo foi usado.
Durante a Revolução Cultural, ele foi severamente perseguido por suas relações com o presidente Liu Shaoqi, o marido da irmã de Wang, Guangmei. Liu, denunciado por Mao Tsé-Tung como o mais importante roader capitalista da China, foi deposto e morreu na prisão em 1969. Wang Guangying foi preso por oito anos.

## Depois da Revolução Cultural
Wang foi politicamente reabilitado após a Revolução Cultural e foi nomeado vice-prefeito de Tianjin em 1979, servindo até 1982. Quando Deng Xiaoping começou a era da reforma e abertura, o histórico de negócios de Wang voltou a ser valioso e ele foi encarregado de estabelecer a empresa estatal China Everbright Group em Hong Kong para adquirir investimento estrangeiro e tecnologias. Ele serviu como presidente da Everbright de 1983 a 1989, durante o qual ele desempenhou um papel econômico significativo, bem como um importante papel diplomático como intermediário entre a China e o Ocidente. Ele convidou muitos dignitários estrangeiros para visitar Everbright, incluindo os líderes americanos Richard Nixon, Henry Kissinger e Walter Mondale, o primeiro-ministro japonês Noboru Takeshita e o presidente indonésio Suharto.
De 1983 a 1993, Wang serviu dois mandatos como vice-presidente da Conferência Consultiva Política do Povo Chinês (CCPPC). De 1993 a 2003, ele serviu mais dois mandatos como vice-presidente do Congresso Nacional Popular (NPC). Por vinte anos nos dois altos cargos, ele desempenhou principalmente funções diplomáticas e recebeu muitos dignitários estrangeiros visitantes.
Wang morreu em Pequim em 29 de outubro de 2018, aos 99 anos de idade.